# Wiktor Pawlowitsch Bolschow
Wiktor Pawlowitsch Bolschow (russisch Виктор Павлович Большов, engl. Transkription Viktor Bolshov; * 23. Mai 1939 in Isberbasch) ist ein ehemaliger sowjetischer Hochspringer.
Bei den Olympischen Spielen 1960 in Rom wurde er Vierter, wobei er mit 2,14 m dieselbe Höhe erreichte wie der Bronzemedaillengewinner John Thomas.
1962 wurde er bei den Leichtathletik-Europameisterschaften in Belgrad Vierter und 1967 bei den Europäischen Hallenspielen in Prag Siebter.
Bei den Olympischen Spielen 1968 in Mexiko-Stadt schied er in der Qualifikation aus.
1960 wurde er Sowjetischer Meister. Seine persönliche Bestleistung von 2,21 m stellte er am 19. Juli 1972 in Moskau auf. 
Er ist mit der ehemaligen Sprinterin und Hürdenläuferin Walentyna Bolschowa verheiratet. Die gemeinsame Tochter Olga Bolșova war für Moldawien startend als Hoch- und Dreispringerin erfolgreich. Seine Enkelin Aliona Bolsova ist als Tennisspielerin aktiv.